# The Other Woman (album Ray Parker Jr.)
The Other Woman è il primo album solista del musicista statunitense Ray Parker Jr., pubblicato dalla Arista Records nel 1982.

## Il disco
Scioltisi i Raydio, il ventottenne Ray Parker Jr., con al seguito un bagaglio di successi internazionali, propone il suo primo disco da solista optando per un sound decisamente più elettrico, abbandonando dunque le componenti Disco utilizzate in tutti i suoi precedenti lavori. The Other Woman stabilisce un nuovo record, per il chitarrista, che raggiunge, in men che non si dica, l'11ª posizione della hit parade generale, surclassando il suo precedente lavoro A Woman Needs Love. Il singolo omonimo, a detta di molti ispirato dal brano di Rick Springfield Jessie's Girl, si posiziona invece 2° nella classifica R&B statunitense.
I rimanenti 45 giri estratti dall'album sono Let Me Go (numero 3 US R&B) e It's Our Own Affair (numero 44 US R&B).

## Tracce

### Lato A
1. The Other Woman - 4:08 -  (Ray Parker Jr.)
2. Streetlove - 5:31 -  (Ray Parker Jr.)
3. Stay the Night - 4:04 -  (Ray Parker Jr.)
4. It's Our Own Affair - 3:52 -  (Ray Parker Jr.)

### Lato B
1. Let Me Go - 5:05 -  (Ray Parker Jr.)
2. Let's Get Off - 4:58 -  (Ray Parker Jr.)
3. Stop, Look Before You Love - 4:02 -  (Ray Parker Jr.)
4. Just Havin' Fun - 3:22 -  (Ray Parker Jr.)

## Musicisti
- Ray Parker Jr. - batteria, basso, piano, chitarra, sintetizzatore, cantante solista e voce
- Charles Green - sassofono e flauto
- Ollie E. Brown - percussioni
- Michael Boddicker - vocoder
- Larry Tolbert - batteria  (Let Me Go)
- Anita Sherman - voce
- Arnell Carmichael - voce
- J.D. Nicholas - voce
- Jerry Knight - voce
- Lynn Smith - voce